# Klein pronkmos
Klein pronkmos (Herzogiella striatella) is een soort uit de platmosfamilie (Plagiotheciaceae). Het komt voor op heide en heidebebossing. De levensstrategie van het mos is kruiper.

## Kenmerken
Klein pronkmos is een mattenvormend slaapmos. De takken zijn normaal gesproken verticaal en vormen onregelmatig vanaf de stengel. De bladeren zijn ovaal met een lange, versmalde punt. Als de bladeren droog zijn, kleven ze aan de stengel, als ze nat zijn, spreiden ze zich uit. Het huikje is conisch. De sporenkapsels zijn gebogen tot hellend en langwerpig. Ze hebben ribben die in de lengterichting lopen en het beste te zien zijn bij droogte.

## Ecologie
Klein pronkmos is een soort van beschaduwde, zure, vochtige en venige grond. 

## Verspreiding
De soort staat in Nederland op de rode lijst in de categorie 'onbestendig'. Er is alleen een vondst bekend uit 1983 bij Bruntinge (Drenthe). De soort kwam hier voor op een sterk vergane horst van pijpenstrootje in een berkenbos op veen. Het betreft hier waarschijnlijk een incidentele vondst van deze meestal meer noordelijk of montaan voorkomende soort.